# Convair RTV-A-2 Hiroc

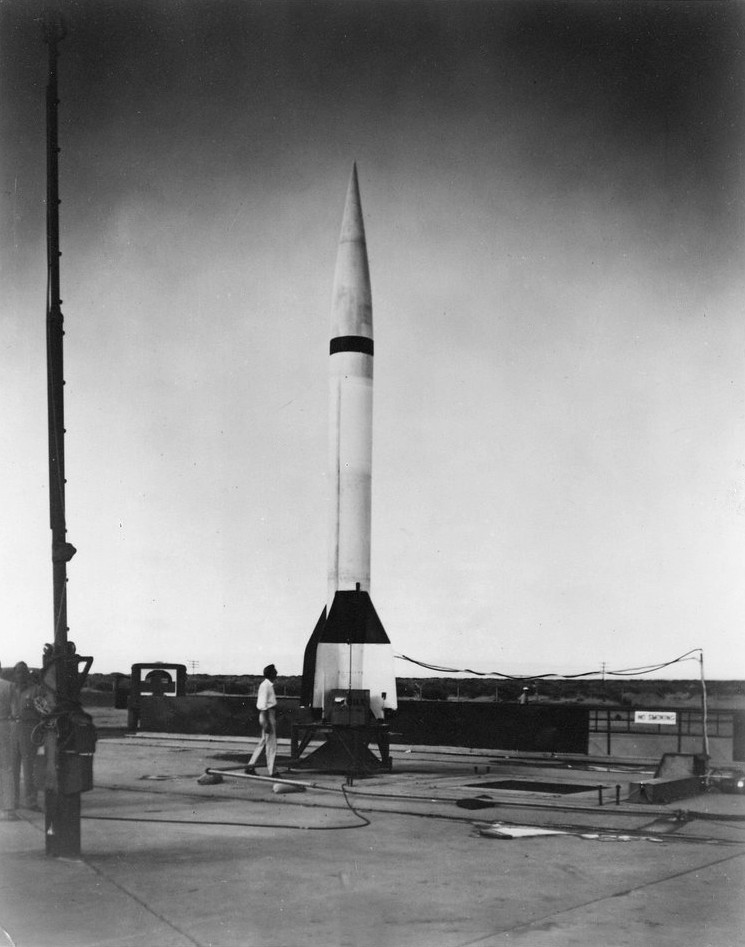

RTV-A-2 Hiroc (англ.  High-Altitude Rocket- высотная ракета) — первая попытка военных США разработать баллистическую ракету большого радиуса действия, предпринятая немедленно после окончания Второй Мировой Войны. Проект изначально был известен как MX-774. В связи с недостаточным вниманием ВВС США к баллистическим ракетам, проект был закрыт в июле1947 года, однако послужил основой для программы SM-65 Atlas.

## История
31 октября 1945 года, армейские военно-воздушные силы США инициировали работу по ряду исследовательских программ, направленных на создание управляемых ракет большого радиуса действия. Основное внимание в рамках программы было обращено на представлявшиеся более простыми в разработке крылатые ракеты: программа MX-771 (будущая MGM-1 Matador), MX-775A (будущая SM-62 Snark) и MX-775B (нереализованная сверхзвуковая SSM-A-5 Boojum).
Однако, глава технического отдела фирмы «Consolidated-Vultee», Карел Ян Боссарт предложил армии США проект создания баллистической ракеты радиусом действия до 8000 километров. Хотя ВВС США отнеслись к проекту скептически, тем не менее, «Convair» получила контракт на разработку экспериментальных ракет под проектным обозначением MX-774.

## Разработка
Изучив немецкий опыт (включая детали трофейных Фау-2) инженеры «Convair» пришли к выводу, что использованные немцами конструкторские решения не позволят создать на их базе дальнобойную ракету. Тому были несколько причин:
- Низкие энергетические характеристики спирто-кислородной смеси в качестве топлива
- Управление при помощи газовых рулей, сокращавших тягу примерно на 20 %
- Неотделяемая головная часть, что приводило к невозможности адекватной теплозащиты боеголовки при высоких (характерных для межконтинентальных ракет) скоростях вхождения в плотные слои атмосферы

Исходя из своих более ранних расчетов, конструкторы «Convair» сочли за лучшее отказаться от использования немецких наработок, и создать с нуля полностью новую ракету. За счет использования оригинальных конструкторских решений, они рассчитывали решить целый ряд проблем без критического увеличения веса ракеты. План разработки был разделён на три стадии:
- MX-774A — прототип ракеты, предназначенный для отработки силовой установки
- MX-774B — прототип ракеты, предназначенный для отработки основных концептуальных решений и оборудования
- MX-774C — прототип боевой ракеты, выполняющий требования по дальности и забрасываемому весу

Из-за крайне недостаточного финансирования программы (на весь цикл работ было выделено менее 2 миллионов долларов), реализована в металле была только ракета MX-774B, предназначенная для демонстрации концепции. Невозможность предварительной отработки двигательных установок ввиду отказа от MX-774A привела к значительным проблемам при испытаниях.

## Конструкция
Ракета Convair RTV-A-2 Hiroc воплощала в себе целый ряд принципиально новых решений в ракетостроении, разработанных и примененных группой Боссарта. Она имела цилиндрическую форму с заостренным носовым обтекателем и четырьмя стабилизаторами в хвостовой части. Её полная длина составляла 9,63 метра, диаметр (максимальный) — 0,76 метра, размах стабилизаторов — 2,08 метра. Полностью заправленная, ракета весила 1860 кг при собственном весе 554,5 килограмм.
Такого впечатляющего результата, инженерам «Convair» удалось добиться за счет применения несущей конструкции корпуса. Изготовленный из тонких алюминиевых (сплав 51S) листов, корпус ракеты составлял единое целое с топливным баком и поддерживался благодаря сверхдавлению внутри. Фактически, ракета представляла собой «надувной» бак, тонкие стенки которого служили и обшивкой. Хотя это решение усложняло обслуживание ракеты, оно одновременно значительно снижало массу конструкции.
В движение ракета приводилась четырёхкамерным жидкостным ракетным двигателем Reaction Motors XLR35-RM-1. Двигатель этот был создан на основе первого американского крупного ЖРД, примененного на экспериментальном ракетоплане Bell X-1. Двигатель работал на смеси спирта с жидким кислородом (в серийных ракетах предполагалось использовать керосин, но программа не дошла до этой стадии к моменту закрытия). Четыре камеры — каждая из которых могла быть отключена и включена повторно для регулировки тяги — развивали суммарную тягу 35,5 кН.
Стабилизация ракеты в полёте осуществлялась при помощи управляемого вектора тяги. Двигатель был установлен на карданном подвесе, что позволяло системе управления отклонять вектор тяги без потерь таковой.
Наконец, носовая часть ракеты (в которой находилась телеметрическая аппаратура, а в перспективе должны были размещаться ядерные боевые части) была выполнена впервые в мировой практике отделяющейся от основного корпуса, что значительно облегчало обеспечение боеголовки теплозащитой и увеличивало радиус действия.

## Закрытие проекта
В 1947 году, когда работы по проекту уже шли полным ходом, новосформированные (как самостоятельный род войск) ВВС США отказались от дальнейшего финансирования программы MX-774. Главной причиной было названо длительное время ожидания до получения боеспособного образца (согласно прогнозам Боссарта, боевая ракета могла бы быть поставлена на вооружение около 1954—1955 года), но реальной причиной были опасения командующих ВВС, что работы по баллистическим ракетам при неясном окончательном результате приведут к снижению финансирования программ создания пилотируемых бомбардировщиков.
Эти опасения имели под собой некоторые основания. В 1947 году в производстве уже находился межконтинентальный бомбардировщик Convair B-36, и ВВС США имели амбициозные планы развертывания гигантского парка из более чем 2000 реактивных бомбардировщиков Boeing B-47 Stratojet. Бомбардировщики на тот момент были уже отработанным и надежным средством доставки: кроме того, доставка ядерных бомб с помощью самолётов была (из расчета на доставляемый эквивалент) дешевле и точнее, чем баллистические ракеты, перспективы которых ещё не были достаточно ясны. Наконец, отсутствие на тот момент в СССР массовых зенитных ракетных комплексов применяемых против авиации противника, и до конца 1950-х, делало малоценным главное преимущество баллистических ракет — малую уязвимость на стадии входа в атмосферу.
В связи с этим, в 1947 году программа была закрыта. Фирме «Convair» удалось добиться разрешения в рамках неизрасходованного бюджета произвести три опытные ракеты и запустить их как демонстраторы технологии.
Первый пуск по программе Hiroc состоялся 13 июля 1948 года. Ракета MX-774B была запущена со стартового стола в Уайт-Сэндс. Старт произошёл успешно, но примерно через минуту после начала полёта, толком недоработанный двигатель взорвался, уничтожив аппарат.
Второй пуск был предпринят 27 сентября 1948 года. Это испытание было более удачным — хотя ракета, достигнув высоты 64 км, разрушилась из-за очередного взрыва двигателя, её бортовая аппаратура успела передать на землю телеметрию, которая свидетельствовала, что (за исключением двигателя) конструкция ракеты не имела деформаций и принятые решения оправдали себя.
Третий и последний пуск состоялся 2 декабря 1948 года. На высоте около 50 километров произошло самопроизвольное выключение двигателя, и ракета разбилась, не успев отделить носовой конус-обтекатель с возвращаемой аппаратурой.
После этих испытаний, программа Hiroc была закрыта. Однако, наработки по ней не пропали даром. Программа подтвердила правильность и реализуемость ключевых принятых решений, доказав возможность создания баллистических ракет большой дальности. В дальнейшем, все принципиальные компоненты MX-774 были воплощены в первой межконтинентальной баллистической ракете SM-65 Atlas.